# IC 1101
Az IC 1101 egy szuperóriási elliptikus galaxis az Abell 2029 galaxishalmaz középpontjában. A galaxis a Kígyó csillagképben található a Földtől 1,07 milliárd fényévre, és cD galaxisnak minősül.

## Méret
A galaxis átmérője körülbelül 5,5 millió fényév, ami jelenleg (2011) a legnagyobb ismert galaxis, szélességét tekintve. A galaxis mintegy 100 billió csillagot tartalmaz. Mérete a Tejútrendszernek az 50-szerese, tömege pedig a 2000-szerese; ha a mi galaxisunk helyén lenne, akkor elnyelné a Nagy Magellán-felhőt, a Kis Magellán-felhőt, az Androméda-galaxist és a Triangulum-galaxist. Az IC 1101 a méretét a sok kisebb galaxisnak való sok ütközésnek köszönheti, amelyek körülbelül akkorák lehettek, mint a Tejút és az Androméda-galaxis.